# Tellme Networks
Tellme Networks é uma empresa fundada em 1999 por Mike McCue e Angues Davis, sediada em Mountain View, California, nos Estados Unidos, especializada em aplicativos para telefones celulares.
Tellme Networks foi vendida para a Microsoft no dia 24 de março de 2007, por 800 milhões de dólares. Tellme Networks faz cerca de dois bilhões de ligações por ano.